# 오야코동
오야코동(親子丼, 영어: Oyakodon, parent-and-child donburi)은 돈부리의 일종으로 밥에 닭고기와 달걀, 파를 넣어서 먹는 음식이다. 오야코동이라는 이름은 재료로 사용된 닭고기와 달걀을 부모(親)와 자식(子)으로 비유한 것이다.

## 기원
오야코동의 기원은 제대로 알려져 있지 않다. '오야코'와 '동'을 함께 사용한 가장 오래된 기록은 고베시 모토마치의 한 식당에서 1884년 신문에 내놓은 광고이다. 이 광고에서는 요리 이름을 오야코조동(親子上丼), 오야코나미동(親子並丼), 오야코츄동(親子中丼) 등으로 썼는데, 사이즈마다 다른 이름을 썼던 것으로 추정된다.

## 변형
다른 여러 일본 요리들에서 오야코동처럼 부모와 자식이라는 주제로 말장난을 하기도 한다. 문자 그대로 보면 '타인의 덮밥'이라는 뜻인 타닌동(他人丼)은 오야코동에서 닭고기만 소고기나 돼지고기로 바꾼 덮밥이다. 닭고기 대신 오리고기를 넣은 가모노오야코동(鴨の親子丼)을 팔기도 하는데, 간사이 지방에서는 이토코동(いとこ丼)이라고 부르는 가게도 있다. 한편 연어와 연어알을 함께 넣어 만든 덮밥은 사케오야코동(鮭親子丼)이라고 한다.

## 갤러리

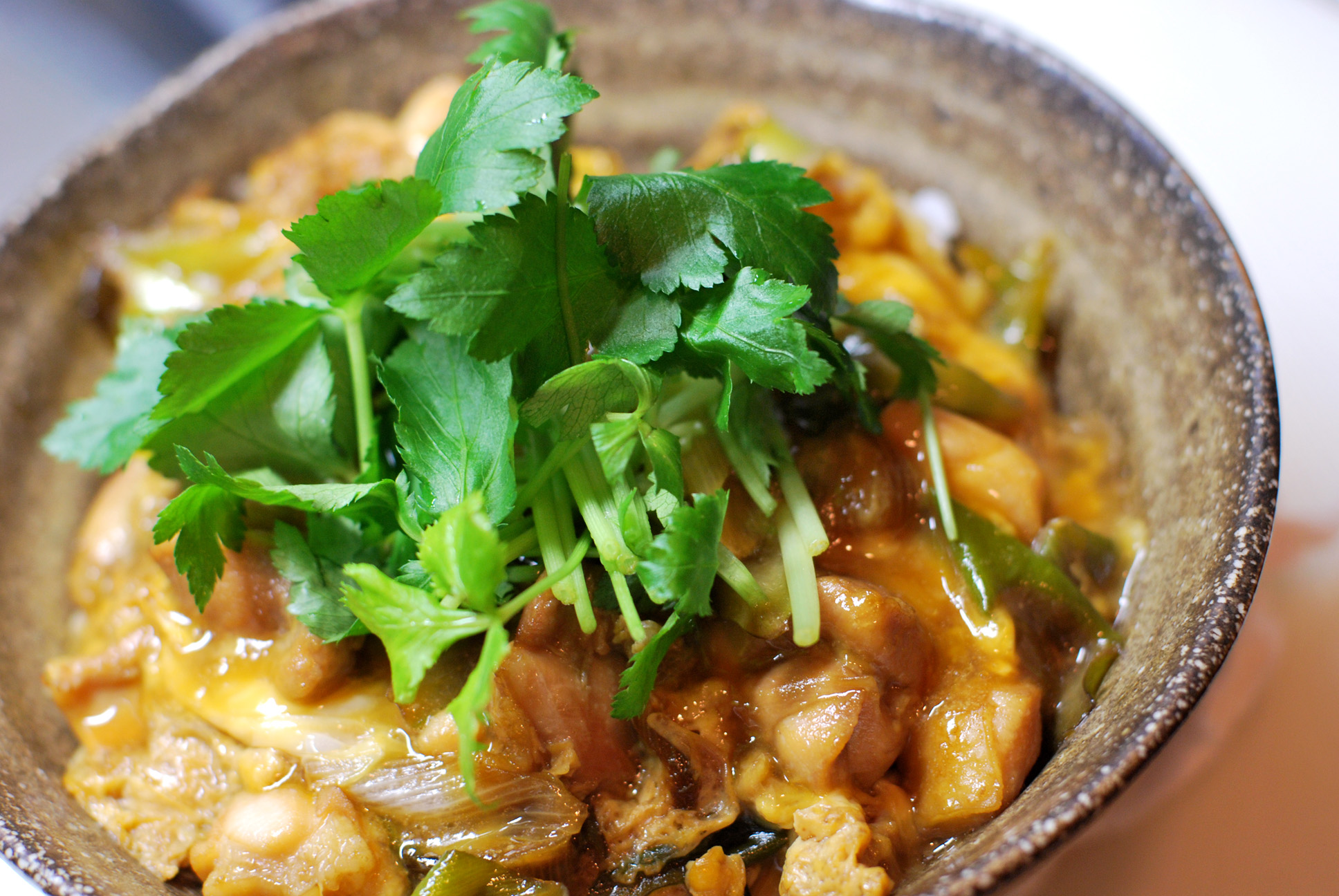
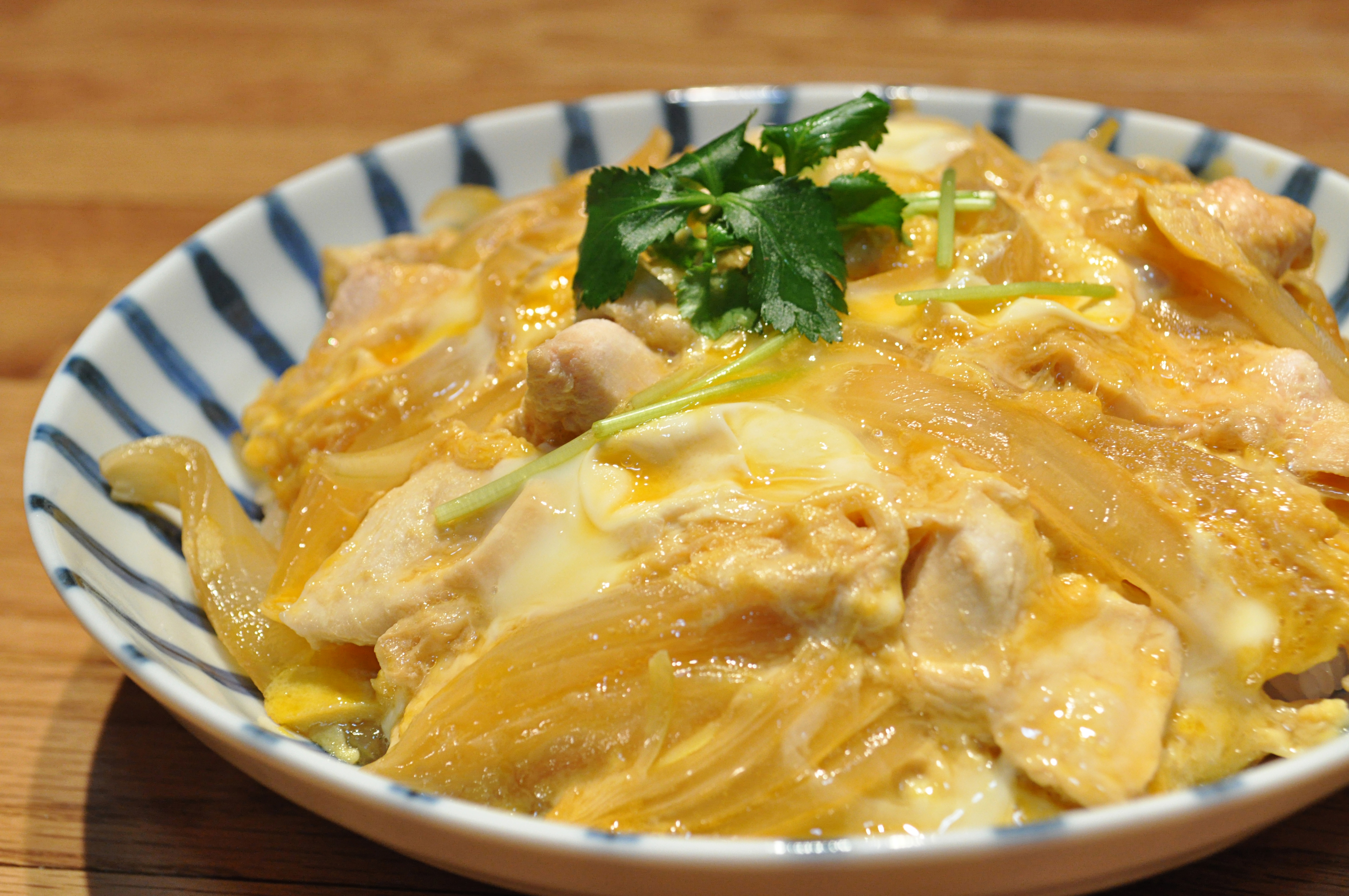
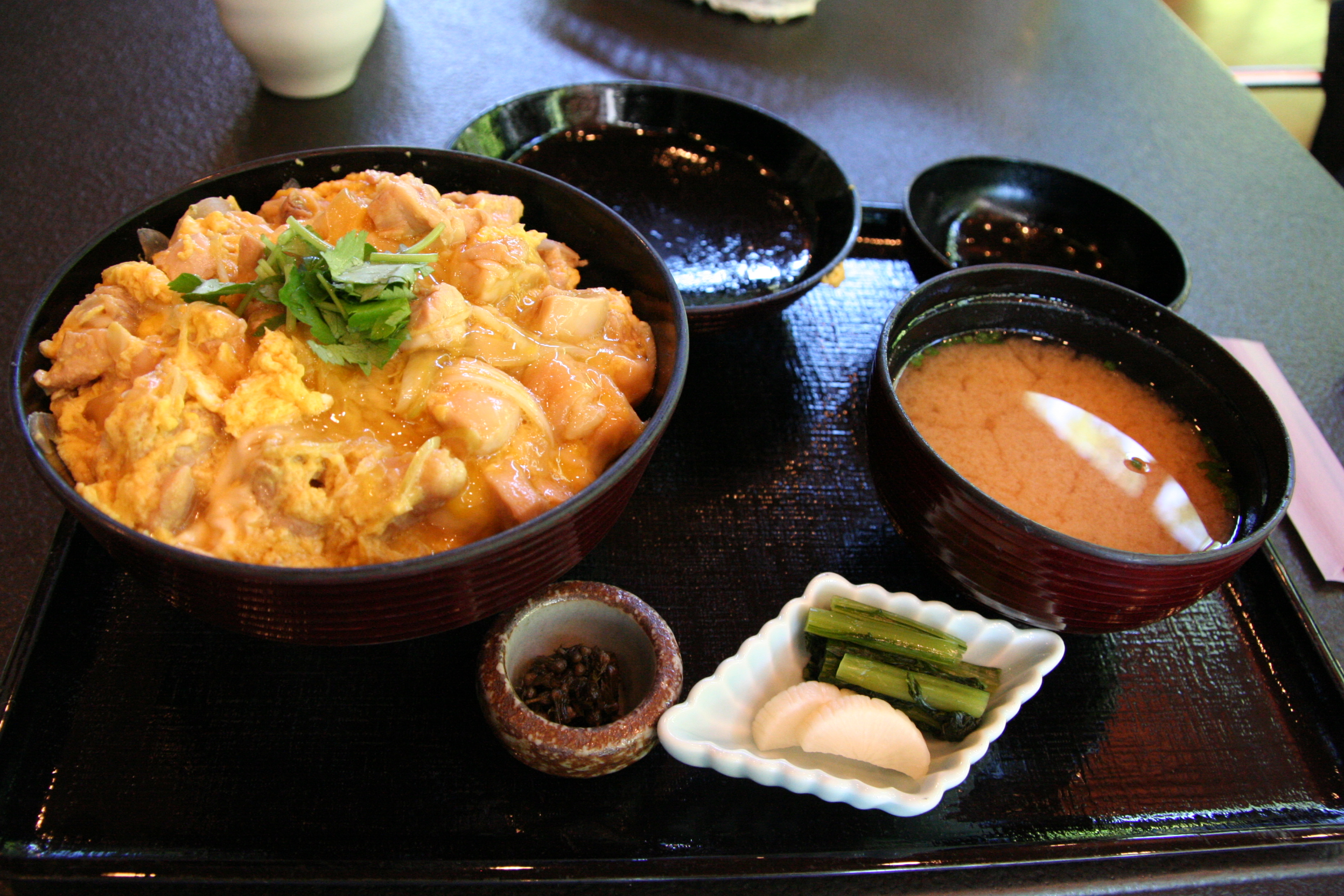

## 같이 보기
- 규동
- 가츠동
- 우나돈